# Open House Palma

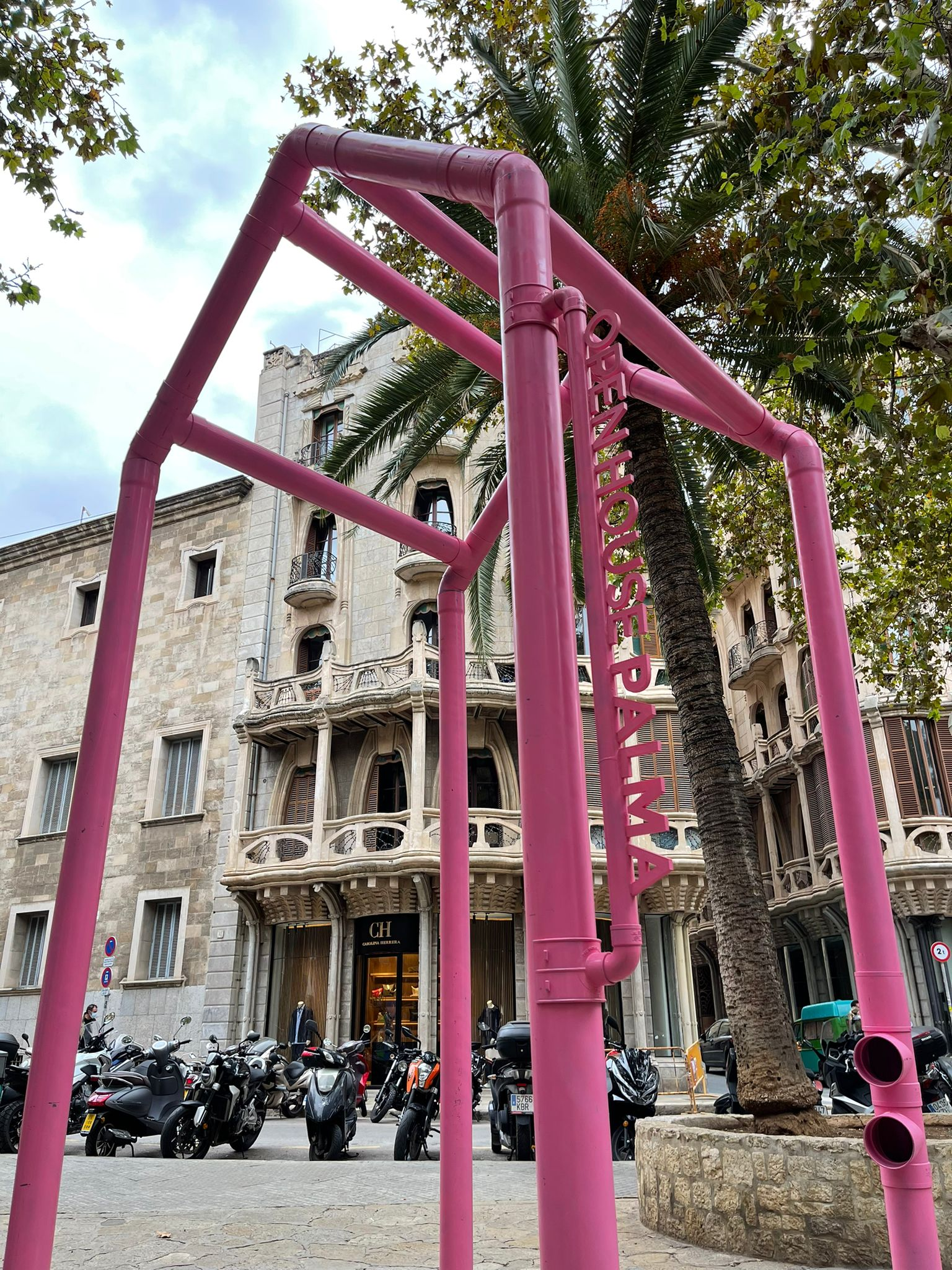
Un punt d'informació en la primera edició, a plaça del Mercat

Open House Palma és un festival d'arquitectura de portes obertes de Palma que se celebra un cap de setmana a l'any i té l'objectiu de difondre l'arquitectura i el patrimoni de la ciutat als seus veïns. La intenció és de donar a conèixer edificis que normalment no són visitables però que tenen un interès arquitectònic o patrimonial. S'acull a la marca Open House, que promociona aquest tipus de festivals a ciutats d'arreu del món d'ençà de 1992, quan va tenir lloc la primera edició a Londres. L'organització del festival és independent de qualsevol entitat o empresa, i bona part de la feina la duen a terme voluntaris aficionats a l'arquitectura i el patrimoni.
La primera edició tengué lloc el novembre de 2021, en la qual participaren més de 350 voluntaris, una setantena d'edificis i gairebé 10.000 visitants. La segona edició del festival tengué lloc l'octubre de 2022, i acabà amb la participació de 68 edificis i unes 13.000 visites.